# Лейн (ураган, 2018)
Ураган «Лейн» (англ. Hurricane Lane) — от Сезон тихоокеанских ураганов 2018 года, в настоящее время является слабым тропическим циклоном над центральным Тихим океаном, который недавно затронул Гавайские острова. В последнее время это был самый сильный ураган в центральной части Тихого океана с Ioke в 2006 году и первый ураган «Тихий океан 5» с Патрицией в 2015 году. Двенадцатый названный шторм, шестой ураган и четвёртый крупный ураган годового сезона.

## Метеорологическая история

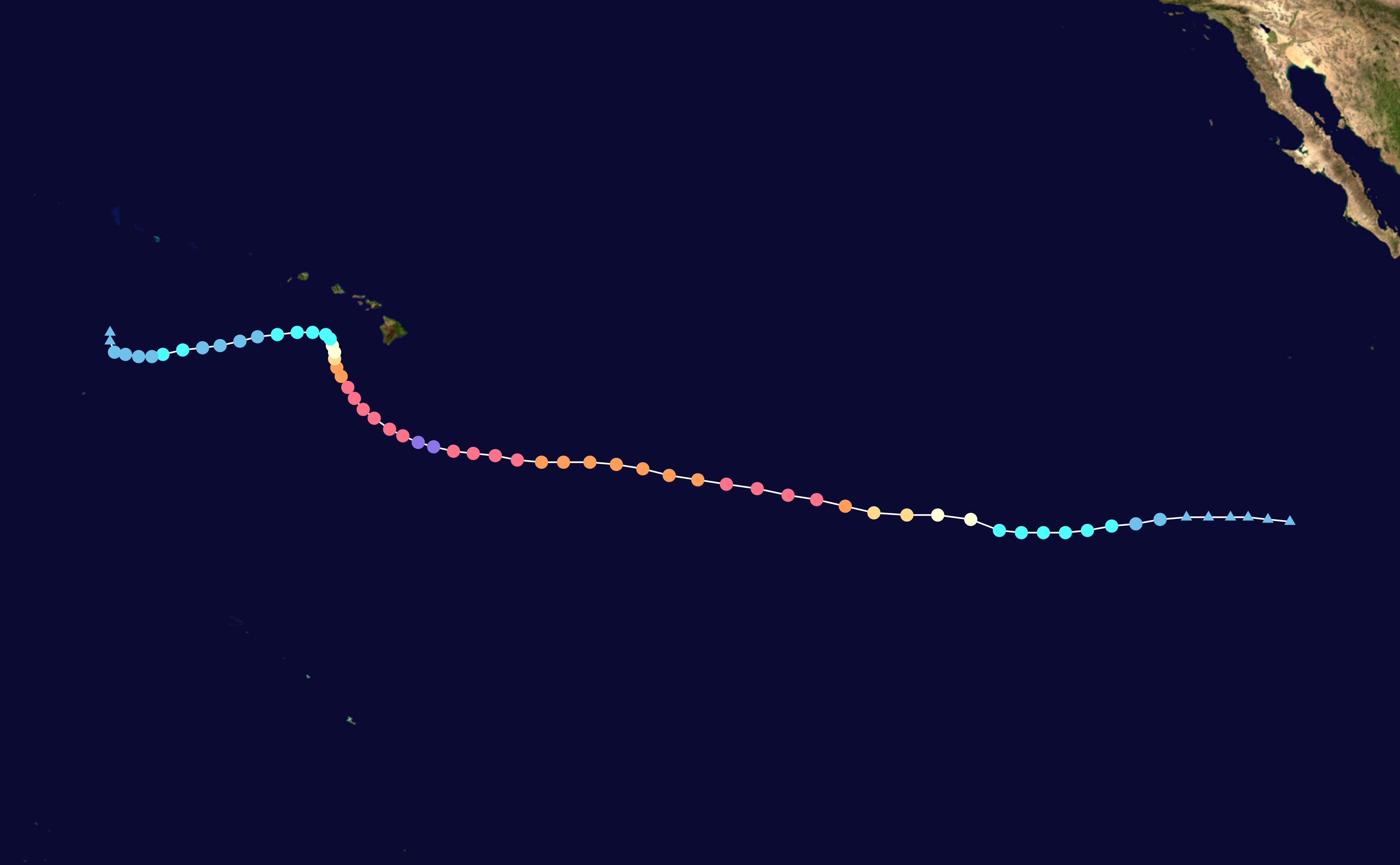
Траектория движения Урагана Лейн

Лейн произошёл от тропической волны, которая начала производить неорганизованную грозовую активность в нескольких сотнях миль от южного побережья Мексики 11 августа. В течение следующих четырёх дней беспорядки постепенно усиливались на фоне благоприятных погодных условий и в начале 15 августа стали тропической депрессией. Двенадцать Через несколько часов депрессия усилилась в Тропический штормовой переулок. Постепенное усиление произошло в течение следующих полутора дней, что привело к тому, что Лейн достиг статуса урагана к 17 августа, после чего последовала быстрая интенсификация, которая привела Лейн к своей начальной пиковой интенсивности как ураган категории 4 18 августа. 19 августа Лейн пересек в Центрально-Тихоокеанском бассейне, где усиленный сдвиг ветра ослабил его. Однако 20 августа Лейн вновь активизировался в урагане категории 4 и до 22 августа достиг уровня 5-й категории. По мере приближения Лейна к Гавайским островам он начал ослабевать, когда вертикальный сдвиг ветра снова увеличился.

## Подготовка и воздействие

### Гавайи
Ураган Лейн побудила выпуск ураганных часов и предупреждений для каждого острова на Гавайях. Начиная с 23 августа, Лейн привел сильные дожди в Гавайи, что вызвало внезапное наводнение и оползни. Hurricane Lane является третьим наиболее влажным тропическим циклоном в Соединенных Штатах, после урагана «Хики» 1950 года и ураганом Харви в 2017 году. Кроме того, Лейн также является вторым наиболее влажным тропическим циклоном на Гавайях, превзойденным только Хики. 26 августа на Mountainview, Гавайях было зафиксировано не более 51,86 дюймов (1317 мм) осадков.

## См. Также
- Ураган Патрисия
- Ураган Дуглас (2020)

## Внешние ссылки
- The National Hurricane Center's advisory archive on Hurricane Lane
- The Central Pacific Hurricane Center's advisory archive on Hurricane Lane Архивная копия от 21 августа 2018 на Wayback Machine